# Solheim Cup 2005
Navigation
2003 2007
La Solheim Cup 2005 est la 9e édition de la Solheim Cup et s'est déroulée du 9 septembre 2005 au 11 septembre 2005 sur le parcours du Crooked Stick Golf Club à  Carmel dans l'Indiana aux   États-Unis. L'équipe américaine remporte la victoire sur le score de 15 ½ à 12 ½.

## Les équipes
Le mode de sélection des joueurs est différent pour les deux équipes: la capitaine américaine Nancy Lopez possède deux choix, les dix autres étant automatiquement désignées par leur classement. La capitaine européenne, la Suédoise Catrin Nilsmark possède pour sa part cinq choix de joueuse.
- Capitaine de l'Équipe des États-Unis : Nancy Lopez
- Capitaine de l'Équipe d'Europe : Catrin Nilsmark

| États-Unis - Capitaine : - Nancy Lopez - Joueuses : - Cristie Kerr - Meg Mallon - Juli Inkster - Rosie Jones - Pat Hurst - Natalie Gulbis - Christina Kim - Paula Creamer - Michele Redman - Laura Diaz - Wendy Ward - Beth Daniel | Europe - Capitaine : - Catrin Nilsmark - Joueuses : - Annika Sörenstam - Laura Davies - Ludivine Kreutz - Maria Hjorth - Iben Tinning - Trish Johnson - Gwladys Nocera - Carin Koch - Catriona Matthew - Suzann Pettersen - Sophie Gustafson - Karen Stupples |

## Compétition

### Vendredi

#### Foursomes
| Drapeau des États-Unis      | Résultats  |                                   |
| --------------------------- | ---------- | --------------------------------- |
| Beth Daniel/Paula Creamer   | égalité    | Carin Koch/Catriona Matthew       |
| Cristie Kerr/Natalie Gulbis | 2 & 1      | Laura Davies/Maria Hjorth         |
| Christina Kim/Pat Hurst     | égalité    | Sophie Gustafson/Trish Johnson    |
| Michele Redman/Laura Diaz   | 1 up       | Annika Sörenstam/Suzann Pettersen |
| 1                           | Session    | 3                                 |
| 1                           | Au général | 3                                 |

#### 4 balles meilleure balle
| Drapeau des États-Unis      | Résultats  |                                   |
| --------------------------- | ---------- | --------------------------------- |
| Rosie Jones/Meg Mallon      | 3 & 2      | Maria Hjorth/Iben Tinning         |
| Cristie Kerr/Natalie Gulbis | 2 & 1      | Sophie Gustafson/Karen Stupples   |
| Pat Hurst/Wendy Ward        | 2 & 1      | Annika Sörenstam/Catriona Matthew |
| Paula Creamer/Juli Inkster  | 4 & 3      | Laura Davies/Suzann Pettersen     |
| 2                           | Session    | 2                                 |
| 3                           | Au général | 5                                 |

### Samedi

#### Foursomes
| Drapeau des États-Unis       | Résultats  |                                   |
| ---------------------------- | ---------- | --------------------------------- |
| Christina Kim/Natalie Gulbis | 4 & 2      | Gwladys Nocera/Ludivine Kreutz    |
| Paula Creamer/Juli Inkster   | 3 & 2      | Laura Davies/Maria Hjorth         |
| Laura Diaz/Wendy Ward        | 5 & 3      | Sophie Gustafson/Carin Koch       |
| Michele Redman/Pat Hurst     | 1 up       | Annika Sörenstam/Catriona Matthew |
| 3                            | Session    | 1                                 |
| 6                            | Au général | 6                                 |

#### 4 balles meilleure balle
| Drapeau des États-Unis     | Résultats  |                                   |
| -------------------------- | ---------- | --------------------------------- |
| Beth Daniel/Juli Inkster   | égalité    | Iben Tinning/Trish Johnson        |
| Rosie Jones/Meg Mallon     | égalité    | Sophie Gustafson/Suzann Pettersen |
| Cristie Kerr/Paula Creamer | 1 up       | Carin Koch/Catriona Matthew       |
| Christina Kim/Pat Hurst    | 4 & 2      | Laura Davies/Annika Sörenstam     |
| 2                          | Session    | 2                                 |
| 8                          | Au général | 8                                 |

### Dimanche

#### Simples
| Drapeau des États-Unis | Résultats  |                  |
| ---------------------- | ---------- | ---------------- |
| Juli Inkster           | 2 & 1      | Sophie Gustafson |
| Paula Creamer          | 7 & 5      | Laura Davies     |
| Pat Hurst              | 2 & 1      | Trish Johnson    |
| Laura Diaz             | 6 & 5      | Iben Tinning     |
| Christina Kim          | 5 & 4      | Ludivine Kreutz  |
| Beth Daniel            | 4 & 3      | Annika Sörenstam |
| Natalie Gulbis         | 2 & 1      | Maria Hjorth     |
| Wendy Ward             | 3 & 2      | Catriona Matthew |
| Michele Redman         | 2 & 1      | Carin Koch       |
| Cristie Kerr           | 2 & 1      | Gwladys Nocera   |
| Meg Mallon             | 3 & 1      | Karen Stupples   |
| Rosie Jones            | égalité    | Suzann Pettersen |
| 7 ½                    | Session    | 4 ½              |
| 15 ½                   | Au général | 12 ½             |